# Chacritas
Chacritas es un caserío peruano ubicado en el distrito de Pampas de Hospital, perteneciente a la provincia y el departamento de Tumbes, al norte del Perú. 

## Ubicación
Chacritas se ubica al este de la provincia de Tumbes, en el distrito de Pampas de Hospital, en el departamento de Tumbes.

## Demografía
En 2017 Chacritas tenía una población de 54 habitantes.
| Gráfica de evolución demográfica de Chacritas entre 1993 y 2017 |
|                                                                 |
| Fuentes: Población 1993 y 2017                                  |